# Stadion Miejski w Pobiedziskach
Stadion Miejski – stadion piłkarski w Pobiedziskach. 

## Charakterystyka
Obiekt może pomieścić 924 widzów. Swoje spotkania na stadionie rozgrywają piłkarze klubu Huragan Pobiedziska, gościł on również polskie reprezentacje młodzieżowe. Obiekt był ponadto jedną z aren piłkarskich Mistrzostw Europy U-19 w 2006 roku oraz Mistrzostw Europy U-18 w rugby union w 2014 roku.
W sezonie 2000/2001 obiekt gościł występy Huraganu Pobiedziska w III lidze. Awans na 3. poziom krajowych rozgrywek ligowych był jak dotąd największym sukcesem w historii klubu. Pobyt Huraganu w III lidze trwał jednak tylko jeden sezon, po czym drużyna spadła do IV ligi.
Największa trybuna stadionu, usytuowana po stronie zachodniej, może pomieścić 713 widzów. Naprzeciwko niej znajduje się oddany do użytku w 1997 roku budynek klubowy z trybuną krytą na 84 widzów oraz krytą trybuną boczną z 127 miejscami dla kibiców. Łącznie pojemność stadionu wynosi 924 miejsca dla widzów. Boisko wyposażone jest w sztuczne oświetlenie, nie wystarczające jednak do organizacji meczów piłkarskich po zmroku. Obiekt znajduje się w bezpośrednim sąsiedztwie jeziora Biezdruchowskiego.

## Mistrzostwa Europy U-19 w piłce nożnej 2006
Stadion Miejski w Pobiedziskach był jedną z sześciu aren turnieju finałowego piłkarskich Mistrzostw Europy do lat 19, które odbyły się w lipcu 2006 roku w Wielkopolsce. Na obiekcie rozegrano trzy spotkania fazy grupowej mistrzostw, jedno w grupie A (Belgia – Czechy) i dwa w grupie B (Szkocja – Hiszpania oraz Portugalia – Hiszpania). Pierwsze oraz trzecie z tych spotkań transmitowane było na żywo przez stację Eurosport. Przed rozpoczęciem turnieju dokonano na stadionie niezbędnych modernizacji.
| 18 lipca 2006 17:00 CET | Belgia · Roland Lamah 12', 32' · Michal Švec 36' (sam.) · Kevin Mirallas 57' | 4 – 2(3 – 1)Raport | Czechy · Martin Fenin 14' · Marek Střeštík 84' | Stadion Miejski, Pobiedziska Sędzia: Novo Panić |
|                         |                                                                              |                    |                                                |                                                 |

| 20 lipca 2006 17:00 CET | Szkocja | 0 – 4(0 – 2)Raport | Hiszpania · Alberto Bueno 17' · Gerard Piqué 27', 51' · Mario Suárez 86' | Stadion Miejski, Pobiedziska Sędzia: Jonas Eriksson |
|                         |         |                    |                                                                          |                                                     |

| 23 lipca 2006 17:00 CET | Portugalia · Bruno Gama 21' (k) | 1 – 1(1 – 0)Raport | Hiszpania · César Díaz 47' | Stadion Miejski, Pobiedziska Sędzia: Hervé Piccirillo |
|                         |                                 |                    |                            |                                                       |

## Mistrzostwa Europy U-18 w rugby union 2014
W 2014 roku stadion w Pobiedziskach był jednym z gospodarzy Mistrzostw Europy U-18 w rugby union. Rozgrywki elity, dywizji A oraz dywizji B rozegrano wówczas na 10 stadionach Wielkopolski. Obiekt w Pobiedziskach gościł dwa spotkania elity (jeden ćwierćfinał: Szkocja – Walia i jeden półfinał: Anglia – Walia) oraz mecz o 3. miejsce dywizji B (Luksemburg – Ukraina).
| 11 kwietnia 201414:00 | Szkocja U-18 | 21:23 | Walia U-18 | Stadion Miejski, Pobiedziska |
| 11 kwietnia 201414:00 |              | 21:23 |            | Stadion Miejski, Pobiedziska |

| 15 kwietnia 201414:00 | Anglia U-18 | 11:9 | Walia U-18 | Stadion Miejski, Pobiedziska |
| 15 kwietnia 201414:00 |             | 11:9 |            | Stadion Miejski, Pobiedziska |

| 19 kwietnia 201411:00 | Luksemburg U-18 | 27:14 | Ukraina U-18 | Stadion Miejski, Pobiedziska |
| 19 kwietnia 201411:00 |                 | 27:14 |              | Stadion Miejski, Pobiedziska |